# ديرك
الديرك (بالإنجليزية: Dirk)‏ سلاح استخدمه الضباط البحريون للقتال جنباً لجنب في عصر الشراع، كما استعمله أيضاً الاسكتلنديون عبر التاريخ، وهو عبارة عن خنجر طويل وأقصر من السيف، والضباط البحريون اليابانيون.

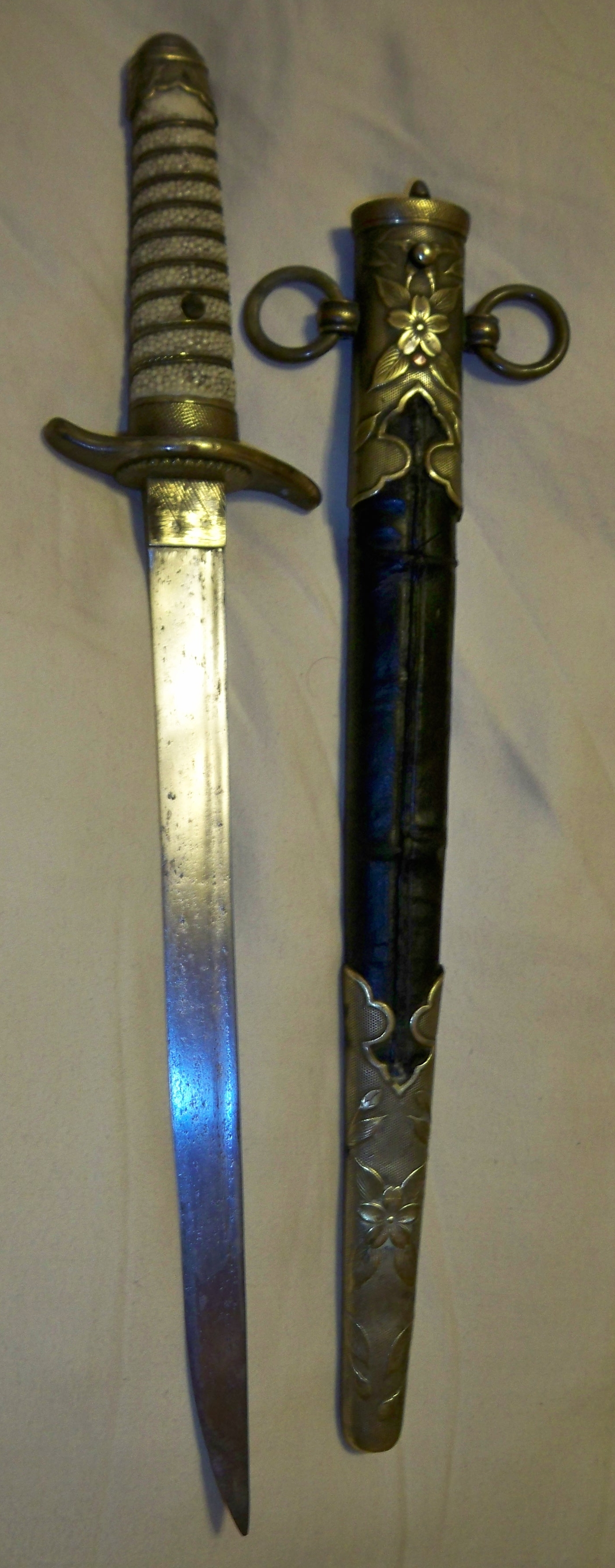
ديرك القوات البحرية اليابانية في الحرب العالمية الثانية

## الديرك البحري
هذا السلاح أصلاً يستخدم للطعن والقتال في نطاق قريب، من قبل طاقم السفن والضباط في أيام الإبحار، ليتطور إلى سلاح احتفالي وذي الأزياء البحرية.
الديرك البحري صار جزئاً من الزي العسكري البحري للقوات الروسية الإمباراطورية والسوفيتية، ثم تم إدخاله في جيوش أوروبية أخرى كجزء من الزي الشرطي والعسكري.

## الديرك الإسكتلندي
الديرك الإسكتلندي (بالغيلية الاسكتلندية: Biodag) هو سلاح تقليدي احتفالي رمزي، يرتديه الضباط، الطبَالون، وزمَار القِربة من المحاربين الهايلنديين (من الأراضي العليا). فقد تطوَر هذا السلاح الإسكتلندي من خنجر البالوك الإنجليزي من القرن السادس عشر. 

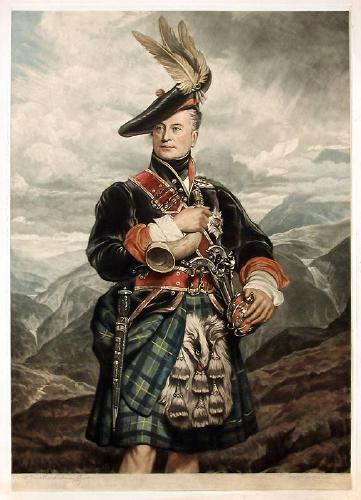
صورة تظهر ضابط اسكتلندي مع الديرك.